# Devin Carter

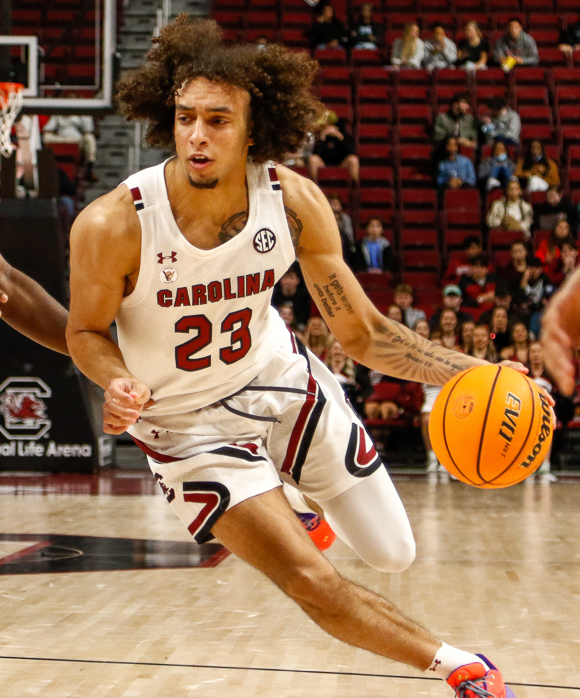
Devin Carter, 2021.

Devin Carter, född 24 mars 2002 i Miami i Florida, är en amerikansk professionell basketspelare (SG/PG) som spelar för Sacramento Kings i National Basketball Association (NBA).
Han draftades av Sacramento Kings i första rundan i 2024 års draft som 13:e spelare totalt.
Innan Carter blev proffs studerade han först på University of South Carolina och spelade för deras idrottsförening South Carolina Gamecocks. Carter blev senare överförd till Providence College för spel i Providence Friars.
Han är son till Anthony Carter.